# Katie McCabe
Katie Alison McCabe (* 21. September 1995 in Kilnamanagh, Tallaght) ist eine irische Fußballspielerin, die seit 2015 in der irischen Nationalmannschaft und für den Arsenal Women FC spielt.

## Karriere

### Verein
Katie McCabe spielte ab 2011 für Raheny United und 2015 für den Shelbourne FC in Dublin. 2015 wechselte sie nach London zum Arsenal Women FC. 2017 wurde sie zum schottischen Glasgow City FC verliehen. 2021 verlängerte sie ihren Vertrag bei Arsenal.

### Nationalmannschaft
McCabe absolvierte neun Einsätze mit zwei Toren in der irischen U17-Fußballnationalmannschaft und fünfzehn Spielen mit acht Toren im  U19-Nationalteam Mit der A-Mannschaft hatte sie ab 2015 mit Stand November 2022 siebzig Einsätze, bei denen sie achtzehn Tore erzielte. Mit 21 Jahren wurde sie Kapitänin der irischen Nationalmannschaft, mit der sie sich für die Fußball-Weltmeisterschaft 2023 qualifizierte. Am 28. Juni 2023 wurde sie für den finalen WM-Kader nominiert. Am 26. Juli erzielte sie in der vierten Minute des Spiels gegen Olympiasieger Kanada durch einen direkt verwandelten Eckstoß das erste WM-Tor der Irinnen zur 1:0-Führung und wurde zur Spielerin des Spiels gewählt. Da die Irinnen das Spiel aber noch mit 1:2 verloren, haben sie schon vor dem letzten Spiel keine Chance mehr das Achtelfinale zu erreichen.

## Privates
McCabe war sieben Jahre lang mit Teamkollegin Ruesha Littlejohn liiert.

## Auszeichnungen und Nominierungen
- 2023: Nominierung für den Ballon d’Or 2023 (Ballon d’Or féminin)[11]